# Ірма Теста
Ірма Теста (італ. Irma Testa; нар. 28 грудня 1997, Торре-Аннунціата) — італійська боксерка, бронзова призерка Олімпійських ігор 2020 року, чемпіонка світу та Європи серед аматорів.

## Любительська кар'єра
2013 року стала чемпіонкою світу серед юніорів.
2014 року стала чемпіонкою Європи серед молоді і, програвши у фіналі Ануш Грігорян (Вірменія), срібною призеркою чемпіонату світу серед молоді. Того ж року на літніх юнацьких Олімпійських іграх зайняла друге місце, програвши у фіналі Чан Юань (Китай).
2015 року стала чемпіонкою Європи та світу серед молоді.
У квітні 2016 року на Європейському кваліфікаційному турнірі на Олімпійські ігри 2016 здобула перемоги над Мірою Потконен (Фінляндія), Естель Мосселі (Франція) і Світланою Каменєвою (Росія), програвши лише у фіналі Яні Алексєєвній (Азербайджан).
У травні 2016 року на чемпіонаті світу зазнала поразки в першому бою від Агнес Алексюссон (Швеція).
Олімпійські ігри 2016
- 1/8 фіналу: Перемогла Шеллі Вотс (Австралія) — 2-1
- 1/4 фіналу: Програла Естель Мосселі (Франція) — 0-3

2018 року стала чемпіонкою Європи серед молоді до 22 років, та зазнала невдач на чемпіонатах Європи та світу.
2019 року захистила титул чемпіонки Європи серед молоді до 22 років, програла в другому бою Келлі Гаррінгтон (Ірландія) на Європейських іграх та, здобувши чотири перемоги над Юлією Циплаковою (Україна), Есрою Їлдиз (Туреччина), Сандрою Крук (Польща) та Каррісс Артінгстол (Велика Британія), завоювала золоту медаль на чемпіонаті Європи.
Олімпійські ігри 2020
- 1/16 фіналу: Перемогла Людмилу Воронцову (Росія) — 4-1
- 1/8 фіналу: Перемогла Мікаелу Волш (Ірландія) — 5-0
- 1/4 фіналу: Перемогла Керолайн Вейр (Канада) — 5-0
- 1/2 фіналу: Програла Несті Петесіо (Філіппіни) — 1-4

На чемпіонаті світу 2022 завоювала срібну медаль.
- В 1/16 фіналу перемогла Мону Кімуру (Японія) — RSC
- В 1/8 фіналу перемогла Сандру Крук (Польща) — 5-0
- У чвертьфіналі перемогла Сітору Турдібекову (Узбекистан) — 4-1
- У півфіналі перемогла Манішу Маун (Індія) — 5-0
- У фіналі програла Лін Ютін (Китайський Тайбей) — 1-4

На чемпіонаті Європи 2022 завоювала золоту медаль, здобувши перемоги над Елізою Глінн (Велика Британія), Сандрою Крук (Польща), Мікаелою Волш (Ірландія) та Світланою Станевою (Болгарія).
На чемпіонаті світу 2023 стала чемпіонкою.
- В 1/16 фіналу перемогла Лейлдані Реєс (Гватемала) — 4-1
- В 1/8 фіналу перемогла Нгуєн Тхі Там (В'єтнам) — 5-0
- У чвертьфіналі перемогла Жусіелен Ромеу (Бразилія) — 5-0
- У півфіналі перемогла Аміну Зідані (Франція) — 5-0
- У фіналі перемогла Каріну Ібрагімову (Казахстан) — 5-0

На Європейських іграх 2023 перемогла двох суперниць та програла у півфіналі Світлані Станевій (Болгарія).
На Олімпійських іграх 2024 програла у першому бою Сю Жичун (Китай).